# Shanghai Wheelock Square
Shanghai Wheelock Square – wieżowiec znajdujący się w Puxi, w Szanghaju, w Chińskiej Republice Ludowej.
Shanghai Wheelock Square ma 298 metrów wysokości, 58 pięter i ponad 100 000 m² powierzchni biurowej. Znajduje się naprzeciwko stacji metra Jing’an Si, co zapewnia wygodną przesiadkę na liniach 2 i 7.